# 27815 Katsuhito
27815 Katsuhito è un asteroide della fascia principale. Scoperto nel 1993, presenta un'orbita caratterizzata da un semiasse maggiore pari a 2,577961 UA e da un'eccentricità di 0,281183, inclinata di 11,010249° rispetto all'eclittica. Ha un diametro di 6,270 km.